# Station Dilton Marsh
Dilton Marsh is een spoorwegstation van National Rail in Dilton Marsh, West Wiltshire in Engeland. Het station is eigendom van Network Rail en wordt beheerd door Great Western Railway. 